# Артез ле Вивје
Артез ле Вивје (фр. Artaise-le-Vivier) насеље је и општина у североисточној Француској у региону Шампања-Ардени, у департману Ардени која припада префектури Седан.
По подацима из 2011. године у општини је живело 59 становника, а густина насељености је износила 6,97 становника/km². Општина се простире на површини од 8,47 km². Налази се на средњој надморској висини од 205 метара.

## Демографија
| 1962. | 1968. | 1975. | 1982. | 1990. | 1999. | 2011. |
| ----- | ----- | ----- | ----- | ----- | ----- | ----- |
| 83    | 85    | 72    | 68    | 49    | 55    | 59    |

График промене броја становника у току последњих година